# 洪谦
洪谦（1909年10月21日—1992年2月27日），一名洪潜，中国哲学家，祖籍三阳，维也纳学派成员，师从梁启超、石里克等人。1927年赴德国留学，1937年返回中国，1948年至1951年任武汉大学哲学系主任。著有《维也纳学派哲学》《逻辑经验主义文集》《哲学史简编》等。